# Сан Ђакомо По (Мантова)
Сан Ђакомо По је насеље у Италији у округу Мантова, региону Ломбардија.
Према процени из 2011. у насељу је живело 373 становника. Насеље се налази на надморској висини од 17 м.